# Zot van A.
Zot van A. is een film uit 2010 van regisseur Jan Verheyen, gebaseerd op de Nederlandse film Alles is Liefde.

## Verhaal
Tom Reynders, die al een kwarteeuw Sinterklaas gestalte geeft, sterft aan een hartstilstand vlak voor de stoomboot de haven van Antwerpen in zal varen. De productieploeg is in rep en roer, maar dan duikt Jan op. Hoewel hij net als de Sint uit Spanje komt, hebben ze verder niets gemeen: Jan is knorrig en brutaal, hij moet niets hebben van kinderen en krijgt per toeval een mijter op het hoofd gezet. Wanneer hij van de stoomboot duikt om een kind van de verdrinkingsdood te redden, heeft Vlaanderen met Sint-Jan een nieuwe held waar televisieploegen voor in de rij staan.
De komst van de nieuwe Sint schudt ook andere levens door elkaar, zoals dat van productieassistente Annette, die de televisieopnames rondom de Sinterklaasviering in goede banen moet leiden. Ze is altijd druk en heeft nu ook haar handen vol aan de nieuwe Sint. Jan leert Annette dat ze dringend andere prioriteiten moet stellen in haar leven.
En dan is er Anna, de dochter van Tom Reynders. Zij heeft haar man Bruno verlaten nadat hij een slippertje beging met Sarah, de veel jongere schooljuf van hun zoontje. Bruno mist Anna, heeft spijt van zijn fout en wil haar dan ook terug. Maar op de begrafenis van haar vader valt Anna als een blok voor Lucas, een Don Juan van achttien. Haar beste vriendin Lydia, de moeder van het meisje dat door de Sint werd gered, wil de perfecte moeder en vrouw zijn voor haar perfecte gezinnetje. Ondertussen vraagt ze zich af waarom haar niet zo perfecte man Arno van haar vervreemdt.
Begrafenisondernemer Fred staat op het punt te trouwen met Alain, die erg heeft aangedrongen op het huwelijk. Fred treurt echter nog om zijn pas overleden moeder en baalt ervan dat hij zijn vader nooit heeft gekend. Hij vindt Alains trouwdrang benauwend en vlucht dan ook in zijn werk en hobby's. Alains jongere zus Astrid heeft dan weer last van bindingsangst. Ze heeft nog nooit een serieuze relatie gehad wanneer ze plots Paul Wouters, toptennisser en meest begeerlijke vrijgezel van het land, tegen het lijf loopt. Ook playboy Paul blijkt nog nooit een echte relatie gehad te hebben. 
Alle verhalen zijn in meer of mindere mate met elkaar verweven, maar iedereen krijgt vroeg of laat te maken met Sint-Jan. Zot van A. gaat over vaders, dochters, moeders, zonen, mannen, vrouwen en liefde. Want liefde is overal. En we willen het allemaal. Maar liefde is als Sinterklaas. Je moet erin geloven, anders wordt het niks.

## Rolverdeling
| Acteur                 | Personage      | Opmerkingen                            |
| ---------------------- | -------------- | -------------------------------------- |
| Michel Van Dousselaere | Jan Collier    | "Sint-Jan"                             |
| Lotte Heijtenis        | Astrid Gevaert | zus van Alain                          |
| Kevin Janssens         | Paul Wouters   |                                        |
| Veerle Baetens         | Anna Reynders  | ex-vrouw van Bruno                     |
| Koen De Graeve         | Bruno          | ex-man van Anna                        |
| Barbara Sarafian       | Lydia Leekens  | vrouw van Arno                         |
| Mathias Sercu          | Arno Leekens   | man van Lydia                          |
| Jan Van Looveren       | Alain Gevaert  | broer van Astrid, partner van Fred     |
| Mathijs Scheepers      | Fred           | partner van Alain                      |
| Joke Devynck           | Annette        | productieassistente Sinterklaasviering |
| Matteo Simoni          | Lucas Levi     |                                        |
| Kürt Rogiers           | Yoeri          | regisseur Sinterklaasviering           |
| Herwig Ilegems         | Jules          | dakloze                                |
| Warre Borgmans         |                | begrafenisondernemer, baas van Fred    |
| Jappe Claes            | Tom Reynders   | "Sinterklaas", vader van Anna          |
| Sven De Ridder         | Rudolf         | collega van Astrid                     |
| Tania Kloek            | Carolien       | collega van Astrid                     |
| Eline Kuppens          |                | collega van Yoeri                      |
| Axel Daeseleire        |                | collega van Yoeri                      |
| Ben Van den Heuvel     |                |                                        |
| Emma Landman           |                | dochter van Lydia en Arno              |
| Pelle Adrianssens      |                | zoon van Lydia en Arno                 |
| Véronique Leysen       | Sarah          | schooljuf                              |
| Stefaan Van Brabandt   |                | vriend van Fred                        |
| Katelijne Verbeke      |                | manager van Paul                       |
| Kim Hertogs            |                | hotelreceptioniste                     |
| Mia Boels              |                | moeder van Lucas                       |
| Joyce Beullens         |                | zus van Lucas                          |
| Charlotte Timmers      |                | zus van Lucas                          |
| Peter Bulckaen         |                | cafébaas                               |
| Marieke Dilles         |                | buurvrouw                              |
| Peter Michel           |                | baas van Arno                          |
| Erika Van Tielen       |                | stewardess                             |
| Mike Verdrengh         |                | zichzelf                               |
| Chris Lomme            |                | zichzelf                               |
| Jaak Van Assche        |                | zichzelf                               |
| Carry Goossens         |                | zichzelf                               |
| Staf Coppens           |                | zichzelf                               |
| Koen Wauters           |                | zichzelf                               |
| Michiel Devlieger      |                | zichzelf                               |
| Evy Gruyaert           |                | zichzelf                               |
| Jacky Lafon            |                | zichzelf                               |
| Eline De Munck         |                | zichzelf                               |
| Arnold Willems         |                | zichzelf                               |
| R. Kan Albay           |                | zichzelf                               |
| Peter Van de Veire     |                | zichzelf                               |
| Tess Goossens          |                | zichzelf                               |
| Filip Peeters          |                | zichzelf                               |
| Peter Van Asbroeck     | Mike Van Peel  | personage uit Zone Stad                |
| George Arrendell       | Jimmy N'Tongo  | personage uit Zone Stad                |

### Acteurs
In november 2009 werden de namen van acteurs bekendgemaakt die een rol spelen in de film. Onder meer Veerle Baetens, Kevin Janssens en Joke Devynck zullen rollen vertolken in Zot van A.. In februari 2010 bleek dat er ook rollen zijn weggelegd voor Mathijs Scheepers, Peter Bulckaen en Tania Kloek. Er wordt voor de massascènes beroep gedaan op figuranten.
Pas in juli 2010 werd bekend dat ook Jaak Van Assche, Axel Daeseleire en Warre Borgmans in de film zouden meespelen. Verheyen verklaart het grote aantal bekende acteurs door zijn streven naar hoge kwaliteit. Daarom worden ook kleine rollen ingevuld door "mensen met een hoog bekendheidsgehalte", in plaats van edelfiguranten. Hoewel de film rond vijf koppels draait, zijn er 43 sprekende rollen in de film, vertolkt door zeker 35 Vlaamse topacteurs. Verheyen verzekert dat hij nog een aantal namen achter de hand houdt om het publiek te verrassen.

## Achtergrond
Eind januari 2009 begonnen de eerste berichten te circuleren dat Verheyen bezig was met een romantische komedie, gebaseerd op de succesvolle Nederlandse film Alles is Liefde. Verheyen was op dat moment nog bezig met de voorbereidingen van Dossier K., het vervolg op De zaak Alzheimer. Negen maanden later maakte Verheyen de titel van het project bekend. Volgens Verheyen kwam de titel Zot Van A. op suggestie van de stad Antwerpen. De regisseur zelf wilde liever niet de originele Nederlandse titel gebruiken en vond het voorstel passend voor de film. Zot van A. is gebaseerd op het Antwerpse dialect en betekent gek op jou, maar ook gek op Antwerpen en bovendien begint de voornaam van enkele personages uit de film met een A. De stad Antwerpen, waar het verhaal zich zal afspelen, draagt € 200.000,– bij aan de productie. De Stad Antwerpen had origineel de slogan Zot van A overgenomen van de liedjeswedstrijd georganiseerd door de lokale tv-zender ATV. Het winnende liedje was aldus Zot van A en werd gebracht door Olli. Dit verscheen op de verzamel-CD Ode aan Antwerpen, met groot succes, voorgesteld op het Antwerpse Stadhuis (in de Trouwzaal, november 2007). 
Zot van A. is na Team Spirit en Buitenspel voor Verheyen de derde film die werd gebaseerd op een Nederlandse productie, na All Stars en In Oranje. Volgens Verheyen is het een moeilijk genre dat in Vlaanderen nog niet echt is uitgeprobeerd. Hij zocht dan ook naar een goed scenario voor een "slimme, grappige en ontroerende romcom" om toch de sprong te wagen; uiteindelijk vond hij Alles is Liefde bij Kim van Kooten. Nog voor de originele film in de zalen verscheen, waren er reeds plannen om een Vlaamse versie te produceren. Samen met scenaristen Rik D'Hiet en Peter Lories werkte Verheyen het Vlaamse scenario uit. Zot van A. is een productie van Eyeworks Film & TV Drama en VTM, met de steun van het Vlaams Audiovisueel Fonds. De film zal in High Definition worden opgenomen.

### Opnames en bioscoopexploitatie
De opnames starten op 15 februari 2010 en waren op 20 april 2010 afgerond. Na twee dagen studio-opnames werden op 17 februari de eerste buitenopnames – tevens avond- en nachtopnames – ingeblikt op het Hendrik Conscienceplein in Antwerpen. Aanwezige acteurs waren Mathias Sercu, Michel Van Dousselaere en Ben Van den Heuvel. Er werd gebruikgemaakt van sneeuwkanonnen om een winterse sfeer te creëren.
De film kwam op 20 oktober 2010 in de zalen, nadat op 7 oktober de première had plaatsgevonden. Op 6 juli werd de trailer vrijgegeven, nadat eerder al de teasertrailer openbaar was gemaakt.

### Filmmuziek
De muziek van Zot van A. werd gecomponeerd door Steve Willaert.
Clouseau is verantwoordelijk voor de titelsong van de film(in Nederland wordt deze gezongen door BLØF). Het nummer, dat de titel Gek op jou heeft gekregen, is voor Clouseau de eerste die zij in opdracht schreven voor een film. Kris Wauters schreef het lied samen met auteur-componist Stefaan Fernande. Koen en Kris Wauters waren er bijzonder opgetogen over te kunnen bijdragen aan het filmproject. Voor het duo was dit de eerste keer dat ze een lied "in opdracht van" schreven en ze noemde het "een hele uitdaging om de sfeer van de film te vatten in enkele strofes". Volgens regisseur Jan Verheyen was de keuze voor Clouseau de enige juiste. Hij noemt Gek op jou een "gewéldige bijdrage van Clouseau" aan de film en hoopt dat het nummer net zo verbonden zal zijn met Zot van A. als She van Elvis Costello is met Notting Hill en Love Is All Around van Wet Wet Wet is met Four Weddings and a Funeral. EMI bracht Gek op jou in september op single uit. De bijbehorende videoclip werd van tevoren opgenomen op het dak van het nieuwe Museum aan de Stroom, gesitueerd op het Antwerpse Eilandje. Deze ging op 7 september online in première.
Een cd met de gebruikte liedjes zat op 3 november bij het weekblad Story, met naast de titelsong ook nummers van Stan Van Samang en Sandrine.

### Boek
Bij uitgeverij Houtekiet verscheen eind september 2010 het boek van Zot van A., een adaptie van de hand van Bart Van Lierde.

### Televisieserie
Op maandag 19 november 2012 begon VTM met het uitzenden van een tot miniserie verknipte versie van de film, verdeeld over 3 delen van telkens 40 minuten.